# (12079) Kaibab
(12079) Kaibab est un astéroïde de la ceinture principale.

## Description
(12079) Kaibab est un astéroïde de la ceinture principale. Il fut découvert le 22 mars 1998 à la station Anderson Mesa par le programme LONEOS. Il présente une orbite caractérisée par un demi-grand axe de 2,41 UA, une excentricité de 0,17 et une inclinaison de 1,4° par rapport à l'écliptique.

## Compléments